# Magnus Bruun
Magnus Bruun Nielsen (Hillerød, 3 januari 1984) is een Deense acteur en stemacteur. Hij staat internationaal bekend om zijn vertolking van Cnut of Northumbria in de televisieserie The Last Kingdom en de mannelijke versie van Eivor in het computerspel Assassin's Creed Valhalla van Ubisoft.

## Filmografie

### Films
Inclusief korte films
| Jaar | Titel                                                       | Rol                |
| ---- | ----------------------------------------------------------- | ------------------ |
| 2007 | De unge år: Erik Nietzsche sagaen del 1                     | Gl. Instruktørelev |
| 2008 | Craig                                                       | Discoteque Patron  |
| 2009 | Stykke for stykke                                           | Skuespiller        |
| 2009 | Violet Red                                                  | Man                |
| 2010 | Tour de Force                                               | Røde Ivan          |
| 2010 | Westbrick Murders                                           | Hostage            |
| 2010 | Eastern Army                                                | Guard              |
| 2010 | Udflugt                                                     | Nikolai, Intruder  |
| 2010 | Wasteland Tales                                             | N/A                |
| 2010 | Sofa                                                        | Christian          |
| 2010 | Nemesis                                                     | Betjent Buus       |
| 2011 | Tilstand                                                    | Toby               |
| 2011 | Ballet d'action                                             | Elias              |
| 2012 | Omveje                                                      | Sønnen Jonas       |
| 2013 | Kampen                                                      | Jens               |
| 2013 | Sølvtråd                                                    | Oliver             |
| 2014 | En, to, tresomt                                             | Fyr i bar          |
| 2015 | Lang historie kort                                          | Max' bordherre     |
| 2015 | Under sandet                                                | Danish Soldier     |
| 2016 | Hundeliv                                                    | Fyr på kro 1       |
| 2017 | Underverden                                                 | Kollega            |
| 2017 | 3 Ting                                                      | Martin Lunderskov  |
| 2017 | Gælden                                                      | Johnny             |
| 2019 | Anna Ancher - Kunsten at fange en solstråle                 | Michael Ancher     |
| 2021 | Smagen af sult                                              | Anders             |
| 2021 | Shrouded Destiny: A Star Wars Long Tale Fan Film Production | Jedi Knight Vendal |

### Series
| Jaar    | Titel                   | Rol                        | Afleveringen    |
| ------- | ----------------------- | -------------------------- | --------------- |
| 2009    | Kristian                | Karsten                    | 1 aflevering    |
| 2011    | Lykke                   | Mogens                     | 2 afleveringen  |
| 2011    | Den som dræber          | Betjent                    | 1 aflevering    |
| 2013    | Bron/Broen              | Christian                  | 1 aflevering    |
| 2015    | Anton90                 | Ambulance doctor           | 1 aflevering    |
| 2016    | Bedrag                  | Fingeraftrykstekniker Poul | 1 aflevering    |
| 2016-18 | Sprinter Galore         | Thomas                     | 30 afleveringen |
| 2017    | Gidseltagningen         | Claus Dahlstrøm            | 1 aflevering    |
| 2018-20 | The Last Kingdom        | Cnut                       | 12 afleveringen |
| 2019    | Gentleman Jack          | Count Blücher              | 1 aflevering    |
| 2020    | Enten/Eller             | Gymnasielærer Phillip      | 1 aflevering    |
| 2020    | Når støvet har lagt sig | Jonas                      | 4 afleveringen  |
| 2020    | Sygeplejeskolen         | Werner Simonsen            | 1 aflevering    |
| 2021    | Forhøret                | Politistemmer              | 1 aflevering    |

### Computerspellen
| Jaar | Titel                     | Rol                            |
| ---- | ------------------------- | ------------------------------ |
| 2020 | Assassin's Creed Valhalla | Eivor (mannelijk), Varin, Odin |